# Галеви, Эфраим
Эфраим Галеви (ивр. אפרים הלוי‎; род. 2 декабря 1934, Лондон) — израильский адвокат и эксперт разведки. Он был девятым директором Моссада и четвёртым главой израильского Совета национальной безопасности.

## Биография
Родился в Лондоне в ортодоксальной еврейской семье. Племянник философа сэра Исайи Берлина. Иммигрировал в Израиль в 1948 году, поступил в Маале, религиозную школу в Иерусалиме, и позже окончил (с отличием) курс юриспруденции Еврейского университета в Иерусалиме. В 1957—1961 годах был редактором ежемесячного образовательного журнала (סקירה חודשית).
В 1961 году начал свою работу в Моссаде. В 1967 году был выбран начальником одного из филиалов. Галеви оставался в Моссаде в течение следующих 28 лет, возглавляя три различных филиала этой спецслужбы. В 1990—1995 годах, под руководством директора Шабтая Шавита, он занимал должность заместителя директора и руководителя филиала штаб-квартиры. В 1996 году стал послом Израиля в Европейском Союзе в Брюсселе. В марте 1998 года стал директором Моссада после отставки Дани Ятома. Служил при пяти премьер-министрах: Ицхаке Шамире, Ицхаке Рабине, Биньямине Нетаньяху, Эхуде Бараке, Ариэле Шароне. Прежде всего, его помнят за его участие в обеспечении мирного договора с Иорданией. Особые договорённости с королём Хусейном позволили доказать, что только мирное соглашение с Израилем позволит выбраться Хашимитскому королевству из кризиса после войны в Персидском заливе.
После провала операции Моссада с целью убийства лидера ХАМАСа Халеда Машаля в 1997 году, принимал активное участие в миссии возвращения сотрудников Моссада, захваченных в Иордании, и в урегулировании кризиса с Королевством Иордания. С октября 2002 года он был назначен главой Совета национальной безопасности и советником премьер-министра Ариэля Шарона. В августе 2003 года подал в отставку с этой должности, после того как премьер-министр Шарон отказался от принятия его рекомендации по целому ряду вопросов, и пошёл преподавать в Еврейском университете в Иерусалиме.